# John Archibald
John Archibald (Edinburgh, 14 november 1990) is een Schots baan- en wegwielrenner die als wegrenner reed voor EOLO-Kometa. Hij is de broer van wielrenster Katie Archibald.

## Carrière
Archibald behaalde in 2019 een derde plaats met de Britse ploeg op het Wereldkampioenschap gemengde ploegenestafette in Yorkshire.
In 2018 won Archibald een zilveren medaille op de achtervolging tijdens de Gemenebestspelen. Bij de volgende editie won hij zilver op de scratch.

## Palmares

### Baanwielrennen
| Jaar  | BK                                                    | EK               | WK               | Overig                                                                             |
| Elite | Elite                                                 | Elite            | Elite            | Elite                                                                              |
| ----- | ----------------------------------------------------- | ---------------- | ---------------- | ---------------------------------------------------------------------------------- |
| 2018  | puntenkoers · ploegenachtervolging · 5e achtervolging | 5e achtervolging |                  | Gemenebestspelen: · achtervolging · 8e scratch · WB Londen: · ploegenachtervolging |
| 2019  | achtervolging · ploegenachtervolging                  |                  | 7e achtervolging | Europese Spelen: · teamsprint                                                      |
| 2020  | achtervolging                                         |                  |                  |                                                                                    |
| 2021  |                                                       |                  |                  |                                                                                    |
| 2022  | puntenkoers · 5e achtervolging                        |                  |                  | Gemenebestspelen: · scratch · 4e puntenkoers · 7e achtervolging                    |

### Wegwielrennen
2019
 Brits kampioenschap tijdrijden
 Brits kampioenschap op de weg
 Wereldkampioenschap gemengde ploegenestafette

## Ploegen
- 2019 –  Ribble Pro Cycling
- 2020 –  Ribble Pro Cycling
- 2021 –  EOLO-Kometa

Albanese · Archibald · Bais · Belletti · Christian · Dina · Fancellu · Fetter · Fortunato · Frapporti · García · Gavazzi · Grávalos · Pacioni · Ravasi · Rivi · Ropero · Sevilla · Viegas · Wackermann · Hernaiz (stagiair) · Martin (stagiair) · Piganzoli (stagiair)